# Iwan Łazariew (1763–1803)
Iwan Pietrowicz Łazariew (ur. 1763, zm. 18 kwietnia 1803) – rosyjski wojskowy, uczestnik wojny kaukaskiej i podboju Gruzji przez Rosję. 

## Życiorys
Pochodził z rodziny szlacheckiej z guberni kazańskiej. Uzyskał wykształcenie wojskowe w szlacheckim korpusie piechoty. Służbę rozpoczął w wieku dwunastu lat w stopniu kaprala lejbgwardii. W 1784 został awansowany na korneta, pięć lat później – na sekund-rotmistrza. Walczył w wojnie rosyjsko-szwedzkiej 1708–1790. Po jej zakończeniu, w stopniu podpułkownika, został przeniesiony do nowo utworzonego Moskiewskiego Pułku Grenadierów. W 1792 został dowódcą czwartego batalionu Kubańskiego Korpusu Jegrów. Jego sukcesy w walkach pod Anapą i Derbentem sprawiły, że Łazariewowi powierzono formowanie 17 i 18 pułków piechoty jegrów, tworzonych poprzez przeformowanie korpusów jegrów na Kaukazie i Kubaniu. Sam został mianowany dowódcą 18 pułku jegrów, otrzymując równocześnie awans na pułkownika. W 1798 awansował na generała-majora. 
W roku następnym car Paweł I skierował go do podległej Rosji Kartlii i Kachetii (Gruzji Wschodniej), w celu odparcia najazdu perskiego. Do Tbilisi przybył 20 listopada 1799 i został uroczyście przejęty przez króla Kartlii i Kachetii Jerzego XII. W tym samym roku pokonał Awarów w bitwie nad Jori, za co został odznaczony krzyżem komandorskim orderu św. Jana Jerozolimskiego. 
Po śmierci Jerzego XII Łazariew nakłonił jego syna Dawida, by nie koronował się na króla sam, lecz zgodnie z postanowieniami traktatu gieorgijewskiego czekał na zgodę cara Pawła. Najprawdopodobniej wiedział już wtedy, że w rosyjskich kręgach rządowych planowano bezpośrednio przyłączyć Gruzję do Imperium Rosyjskiego, a nie utrzymywać jako protektorat królestwo rządzone przez Bagratydów. Królewicz Dawid nie poszedł jednak za radą rosyjskiego generała, lecz ogłosił się regentem Kartlii i Kachetii za radą grupy doradców, na czele której stał Solomon Leonidze. Dowiedziawszy się o tym, Łazariew nakazał uwięzienie Leonidzego. Zdołał on jednak zbiec z aresztu i schronić się w niepodległym jeszcze Królestwie Imeretii. Według innego źródła Leonidze został aresztowany po spotkaniu gen. Łazariewa z gruzińską szlachtą dzień po śmierci Jerzego XII, gdy Leonidze zaczął bezskutecznie protestować przeciwko planom podporządkowania Gruzji Rosji. 16 i 17 lutego 1801 w katedrze Sioni w Tbilisi, a następnie także w innych parafialnych cerkwiach (początkowo gruzińskich, a następnie także ormiańskich odczytany został manifest Pawła ogłaszający włączenie Gruzji do Rosji. 

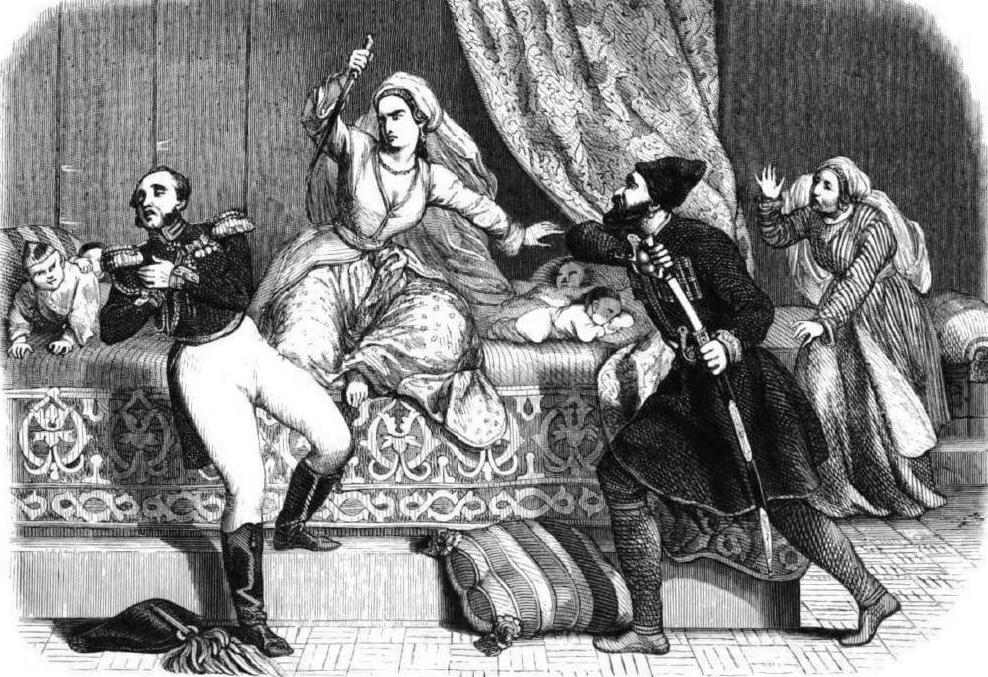
Zabójstwo Łazariewa

Łazariew rozpoczął następnie utrwalanie władzy rosyjskiej w Gruzji. Otrzymał od cara polecenia, by sprowadzić do Gruzji osadników ormiańskich i rosyjskich, jak również ożywić miejscową gospodarkę, by nowa prowincja Imperium Rosyjskiego nie była zależna od rządowych subwencji. Aresztował także książąt Machabeli i Amilachwari, protestujących przeciwko wcieleniu Kartlii i Kachetii do Rosji. Brał udział w tworzeniu nowej, tymczasowej administracji prowincji, w której znalazło się jedynie kilku Gruzinów – tłumaczy i doradców. Na jej czele znalazł się gen. Karl Knorring, który jednak szybko wyjechał do Gieorgijewska, pozostawiając zarządzanie Gruzją w rękach gen. Łazariewa oraz radcy stanu Piotra Kowalenskiego. Łazariew skrajnie negatywnie odnosił się do ludności gruzińskiej. 
Okrucieństwo gen. Knorringa, który powrócił do Gruzji, oraz Piotra Kowalenskiego wobec miejscowej ludności, jak również ich gospodarcze nadużycia sprawiły, że car Aleksander I usunął obydwu ze stanowisk i skierował na ich miejsce gen. Pawła Cycjanowa, zrusyfikowanego Gruzina, jako gubernatora wojskowego, oraz Dmetre Orbelianiego jako gubernatora cywilnego. Łazariew pozostał mimo to na Kaukazie. Brał udział w zaplanowanych jeszcze w 1801 wywózkach członków gruzińskiej rodziny królewskiej, Bagratydów, do Rosji. W marcu 1803, przy próbie siłowej wywózki wdowy po Jerzym XII, Marii, został przez nią zasztyletowany. Jego uroczysty pogrzeb odbył się 22 kwietnia tego samego roku.